# Daniel Levalet
Ne pas confondre avec le street artiste Levalet
Daniel Levalet, né le 16 avril 1948 à Avranches est un professeur d'histoire et archéologue français.

## Biographie
Daniel Levalet obtient sa maîtrise d'histoire à l'université de Caen en 1971. Professeur d'histoire et archéologue, il est, de 2009 à 2017, président de la Société d'archéologie d'Avranches, Mortain et Granville.

## Publications
- « Un élément de Litus saxonicum dans la région d'Avranches ? », Recueil d'études offert en hommage au doyen M. de Boüard. Annales de Normandie, n° spécial, 1982, vol. 2, p. 361-375.
- « Avranches » dans Actes du colloque international. Tours, 17-20 novembre 1980, Association pour les fouilles archéologiques nationales, Paris, 1982, p. 335-346.
- « La cathédrale Saint-André et les origines chretiennes d'Avranches », Archéologie médiévale, t. 12, 1982, p. 107-153
- « Avranches : la ville romaine et paléochrétienne », Dossiers histoire et archéologie : dans le sol des villes normandes, Archeologia, no 72, avril 1983, p. 60-72.
- Carte archéologique de la Gaule 50 - La Manche, Académie des Inscriptions et Belles-Lettres, Paris, 1989,  (ISBN 2-87754-008-1), en collaboration avec Jacqueline Pilet-Lemière, Michel Provost (dir.).
- « L'église paléochrétienne d'Avranches », Les Dossiers de l'archéologie. La Normandie chrétienne : l'évangélisation de la Normandie, no 144, janvier 1990, p. 68-71.
- « Vingt ans de fouilles archéologiques à Avranches », Revue de l'Avranchin, vol. 67, no 345, décembre 1990, p. 247-252.
- « Avranches : église Saint-André », Atlas archéologique de la France. Tome 3, Ouest, Nord et Est, Picard, Paris, 1998.
- Avranches et la cité des Abrincates, Ier siècle avant J.C.-VIIe siècle après J.C : recherches historiques et archéologiques, coll. Mémoire de la Société des antiquaires de Normandie, pref. Vincent Juhel, Société des antiquaires de Normandie, Caen, 2010.
- « Le site d’Étouvy / La Graverie (Calvados) : un xenodochium au passage de la Vire ? », Annales de Normandie, 2014, vol. 2, p. 3-18